# Brahmagupta
Brahmagupta (Sanskrit: ब्रह्मगुप्त) (598–668) là một nhà toán học và thiên văn học Ấn Độ. Ông là tác giả của hai tác phẩm đầu tiên về toán học và thiên văn học: Brāhmasphuṭasiddhānta (BSS, " học thuyết được thiết lập chính xác của Brahma ", 628), một luận thuyết lý thuyết, và Khaṇḍakhādyaka ("cắn ăn được", năm 665), một tác phẩm mang tính thực tế hơn.
Brahmagupta là người đầu tiên đưa ra các quy tắc để tính với số không. Các văn bản được sáng tác bởi Brahmagupta là ở dạng thơ elip trong tiếng Phạn, như thông lệ trong toán học Ấn Độ. Vì không có chứng minh nào được đưa ra, nên chúng ta không biết các kết luận của Brahmagupta bắt nguồn như thế nào.

## Cuộc đời và sự nghiệp
Brahmagupta sinh năm 598 CE theo tuyên bố của chính ông. Ông sống ở Bhillamala (ngày nay là Bhinmal ở Rajasthan, Ấn Độ) dưới thời trị vì của nhà cai trị triều đại Chavda, Vyagrahamukha. Ông là con trai của Jishnugupta và là người theo đạo Hindu, cụ thể là người Shaivite. Mặc dù hầu hết các học giả đều cho rằng Brahmagupta được sinh ra ở Bhillamala, nhưng không có bằng chứng thuyết phục nào cho điều đó. Tuy nhiên, ông sống và làm việc ở đó trong một thời gian dài của cuộc đời. Prithudaka Svamin, một nhà bình luận sau này, đã gọi ông là Bhillamalacharya, giáo viên từ Bhillamala.
Bhillamala là thủ đô của Gurjaradesa, vương quốc lớn thứ hai của Tây Ấn Độ, bao gồm miền nam Rajasthan và miền bắc Gujarat ở Ấn Độ ngày nay. Đây cũng là một trung tâm học tập cho toán học và thiên văn học. Brahmagupta trở thành nhà thiên văn học của trường Brahmapaksha, một trong bốn trường phái lớn của thiên văn học Ấn Độ trong thời kỳ này. Ông đã nghiên cứu năm siddhanthas truyền thống về thiên văn học Ấn Độ cũng như công việc của các nhà thiên văn học khác bao gồm Aryabhata I, Latadeva, Pradyumna, Varahamihira, Simha, Srisena, Vijayanandin và Vishnuchandra.
Vào năm 628, ở tuổi 30, ông đã sáng tác 'Brāhmasphuṭasiddhānt' (chuyên luận cải tiến của Brahma) được cho là phiên bản sửa đổi của siddhanta nhận được của trường phái Brahmapaksha. Các học giả tuyên bố rằng ông đã kết hợp rất nhiều tính nguyên bản vào bản sửa đổi của mình, bổ sung một lượng đáng kể các tài liệu mới. Cuốn sách bao gồm 24 chương với 1008 câu trong ārya. Một phần lớn của nó là nói về thiên văn học, nhưng nó cũng chứa các chương chính về toán học, bao gồm đại số, hình học, lượng giác và thuật toán, được cho là chứa những hiểu biết mới của chính Brahmagupta.  
Sau đó, Brahmagupta chuyển đến Ujjain, đây cũng là một trung tâm thiên văn lớn ở miền trung Ấn Độ. Ở tuổi 67, ông đã sáng tác tác phẩm nổi tiếng tiếp theo của mình Khanda-khādyaka, một cuốn cẩm nang thực tế về thiên văn học Ấn Độ trong thể loại karana cho sinh viên.
Brahmagupta chết năm 668, và ông được cho là đã chết ở Ujjain.

## Tranh cãi
Brahmagupta có rất nhiều chỉ trích về công việc của các nhà thiên văn học đối thủ, và Brahmasphutasiddhanta của ông thể hiện một trong những quan điểm sớm nhất trong số các nhà toán học Ấn Độ. Sự phân chia chủ yếu là về ứng dụng toán học vào thế giới vật lý, chứ không phải là về chính toán học. Trong trường hợp của Brahmagupta, những bất đồng chủ yếu xuất phát từ việc lựa chọn các thông số và lý thuyết thiên văn. Các phê bình về các lý thuyết đối thủ xuất hiện trong suốt mười chương đầu tiên và chương thứ mười một hoàn toàn dành cho việc phê phán các lý thuyết này, mặc dù không có lời phê bình nào xuất hiện trong các chương thứ mười hai và mười tám.

## Tiếp nhận
Nhà sử học khoa học George Sarton gọi ông là "một trong những nhà khoa học vĩ đại nhất của chủng tộc và là người vĩ đại nhất trong thời đại của ông". Những tiến bộ toán học của Brahmagupta đã được Bhāskara II, một hậu duệ ở Ujjain, người đã mô tả Brahmagupta là ganaka-chakra-chudamani (viên ngọc của giới các nhà toán học). Prithudaka Svamin đã viết bình luận về cả hai tác phẩm của mình, biến những câu thơ khó thành ngôn ngữ đơn giản hơn và thêm hình minh họa. Lalla và Bhattotpala trong thế kỷ 8 và 9 đã viết bình luận về Khanda-khadyaka. Bình luận thêm tiếp tục được viết về ông vào thế kỷ thứ 12.
Vài thập kỷ sau cái chết của Brahmagupta, Sindh đến dưới Ả Rập Caliphate vào năm 712 sau Công nguyên. Các cuộc thám hiểm đã được gửi đến Gurjaradesa (" Al-Baylaman ở Jurz ", theo các nhà sử học Ả Rập). Vương quốc Bhillamala dường như đã bị tiêu diệt nhưng Ujjain đã đẩy lùi các cuộc tấn công. Tòa án Caliph Al-Mansur (754 cường775) đã nhận được một đại sứ quán từ Sindh, bao gồm một nhà chiêm tinh tên là Kanaka, người đã mang (có thể ghi nhớ) các văn bản thiên văn, bao gồm cả những văn bản của Brahmagupta. Các văn bản của Brahmagupta đã được dịch sang tiếng Ả Rập bởi Muhammad al-Fazari, một nhà thiên văn học tại tòa án của Al-Mansur dưới tên Sindhind và Arakhand. Một kết quả ngay lập tức là sự lây lan của hệ thống số thập phân được sử dụng trong các văn bản. Các nhà toán học Al-Khwarizmi (800-850 CE) đã viết một văn bản gọi là al-Jam wal-tafriq bi hisal-al-Hind (cộng và trừ ở Ấn Độ Arithmetic), được dịch sang tiếng Latin trong thế kỷ 13 như Algorithmi de numero indorum. Thông qua các văn bản này, hệ thống số thập phân và thuật toán số học của Brahmagupta đã lan rộng khắp thế giới. Al-Khwarizmi cũng đã viết phiên bản Sindhind của riêng mình, dựa trên phiên bản của Al-Fazari và kết hợp các yếu tố Ptolemaic. Các tài liệu thiên văn học Ấn Độ lưu hành rộng rãi trong nhiều thế kỷ, thậm chí truyền vào các văn bản Latin thời trung cổ. 

## Toán học

### Đại số
Brahmagupta đã đưa ra lời giải của phương trình tuyến tính tổng quát trong chương mười tám của Brahmasphutasiddhānta,
- Sự khác biệt giữa các rupas, khi đảo ngược và chia cho sự khác biệt của [hệ số] của ẩn số, là ẩn số trong phương trình. Các rupa được [trừ ở bên cạnh] bên dưới mà từ đó hình vuông và cái chưa biết sẽ bị trừ đi.[12]

đó là một nghiệm cho phương trình bx + c = dx + e tương đương với x = e − c/b − d, trong đó rupes đề cập đến các hằng số c và e. Ông tiếp tục đưa ra hai giải pháp tương đương cho phương trình bậc hai tổng quát
- 18,44. Giảm dần ở giữa [số] căn bậc hai của rupa nhân với bốn lần bình phương và tăng theo bình phương giữa [số]; chia phần còn lại cho hai lần hình vuông. [Kết quả là] [số] ở giữa.
- 18,45. Dù căn bậc hai của rupa nhân với bình phương [và] tăng thêm bình phương bằng một nửa chưa biết, giảm đi một nửa số chưa biết [và] chia [phần còn lại] cho bình phương của nó. [Kết quả là] không rõ.[12]

tương ứng là các nghiệm cho phương trình ax2 + bx = c tương đương với,
{\displaystyle x={\frac {\pm {\sqrt {4ac+b^{2}}}-b}{2a}}}
và
{\displaystyle x={\frac {{\sqrt {ac+{\tfrac {b^{2}}{4}}}}-{\tfrac {b}{2}}}{a}}.}
Ông tiếp tục giải các hệ phương trình không xác định đồng thời cho biết biến số mong muốn trước tiên phải được cách ly và sau đó phương trình phải được chia cho hệ số của biến mong muốn. Cụ thể, ông khuyến nghị sử dụng "máy nghiền" để giải phương trình với nhiều ẩn số.
- 18,51. Trừ các màu khác với màu đầu tiên. [Phần còn lại] chia cho [hệ số màu] đầu tiên là số đo đầu tiên. [Điều khoản] hai lần hai [được] xem xét [khi giảm xuống] ước số tương tự, [và cứ thế] lặp đi lặp lại. Nếu có nhiều [màu], thì máy nghiền [sẽ được sử dụng].[12]

Giống như đại số của Diophantus, đại số của Brahmagupta được kết nghĩa. Phép cộng được biểu thị bằng cách đặt các số cạnh nhau, trừ bằng cách đặt một dấu chấm trên phần phụ và chia bằng cách đặt ước số dưới mức cổ tức, tương tự như ký hiệu của chúng tôi nhưng không có vạch. Phép nhân, tiến hóa và số lượng chưa biết được thể hiện bằng chữ viết tắt của các thuật ngữ thích hợp. Phạm vi ảnh hưởng của Hy Lạp đối với sự kết hợp này, nếu có, không được biết và có thể là cả sự kết hợp của Hy Lạp và Ấn Độ có thể được bắt nguồn từ một nguồn Babylon phổ biến.

### Số học
Bốn phép toán cơ bản (cộng, trừ, nhân và chia) đã được nhiều nền văn hóa biết đến trước Brahmagupta. Hệ thống hiện tại này dựa trên hệ thống số Ả Rập của Ấn Độ giáo và lần đầu tiên xuất hiện ở Brahmasphutasiddhanta. Brahmagupta mô tả phép nhân như vậy "Phép nhân được lặp lại giống như một chuỗi cho gia súc, thường là có các phần tích phân trong số nhân và được nhân lên nhiều lần và các sản phẩm được thêm vào với nhau. Đó là sự nhân lên. Hoặc bội số được lặp lại nhiều lần vì có các bộ phận cấu thành trong hệ số nhân ".   Số học Ấn Độ được biết đến ở châu Âu thời trung cổ là "Modus Indorum" có nghĩa là phương pháp của người Ấn Độ. Ở Brahmasphutasiddhanta, phép nhân được đặt tên là Gomutrika. Vào đầu chương mười hai Brahmasphutasiddhānta của ông, mang tên Tính toán, Brahmagupta chi tiết các thao tác trên phân số. Người đọc dự kiến sẽ biết các phép toán số học cơ bản cho đến khi lấy căn bậc hai, mặc dù anh ta giải thích cách tìm khối lập phương và khối lập phương của một số nguyên và sau đó đưa ra các quy tắc tạo thuận lợi cho việc tính toán bình phương và căn bậc hai. Sau đó, ông đưa ra các quy tắc để xử lý năm loại kết hợp phân số: a/c + b/c; a/c × b/d; a/1 + b/d; a/c + b/d × a/c = a(d + b)/cd; và a/c − b/d × a/c = a(d − b)/cd.

### Chuỗi
Brahmagupta sau đó tiếp tục đưa ra tổng bình phương và lập phương của n số nguyên đầu tiên.
12,20. Tổng bình phương là [tổng] nhân với hai lần [số bước] [s] tăng thêm một [và] chia cho ba. Tổng các lập phương là bình phương của [tổng] Các cọc này với các quả bóng giống hệt nhau [cũng có thể được tính toán].
Ở đây Brahmagupta đã tìm thấy kết quả dưới dạng tổng của n số nguyên đầu tiên, thay vì tính theo n như thực tiễn hiện đại.
Ông đưa ra tổng bình phương của n số tự nhiên đầu tiên là n(n + 1)(2n + 1)/6 và tổng các lập phương của n số tự nhiên đầu tiên là (n(n + 1)/2)2
.

### Số không
Brahmasphuṭasiddhānta của Brahmagupta là cuốn sách đầu tiên cung cấp các quy tắc cho các thao tác số học áp dụng cho số 0 và số âm. Brahmasphutasiddhānta là văn bản được biết đến sớm nhất để coi số 0 là một số theo đúng nghĩa của nó, chứ không chỉ đơn giản là một chữ số giữ chỗ để biểu thị một số khác như được thực hiện bởi người Babylon hoặc như một biểu tượng cho việc thiếu số lượng như đã được Ptolemy và người La Mã thực hiện. Trong chương mười tám của tác phẩm Brahmasphutasiddhānta của mình, Brahmagupta mô tả các phép toán trên các số âm. Đầu tiên ông mô tả phép cộng và phép trừ,
- 18.30. [Tổng] của hai số dương là dương, của hai số âm là âm; của một số dương và một số âm [tổng] là sự khác biệt của chúng; nếu chúng bằng nhau thì tổng bằng không. Tổng của một số âm và số 0 là âm, [tổng] của số dương và số 0 là dương, [tổng] của hai số 0 là 0.
- 18,32. Một số âm trừ đi 0 là số âm, dương [trừ 0] là số dương; 0 [trừ 0] bằng không. Khi một số dương được trừ đi từ số âm hoặc số âm từ số dương, thì nó sẽ được thêm vào.[12]

Ông tiếp tục mô tả phép nhân,
- 18,33. Tích của một số âm và một số dương là số âm, tích của hai số âm là số dương, và tích của hai số dương là số dương; tích của 0 và số âm bằng 0, tích của số 0 và số dương, hoặc tích của hai số 0 là 0.[12]

Nhưng mô tả của ông về phép chia cho số 0 khác với cách hiểu hiện đại của chúng ta:
- 18,34. Một số dương chia cho một số dương hoặc một số âm chia cho một số âm là số dương; số 0 chia cho số 0 là số 0; một số dương chia cho một số âm là số âm; một số âm chia cho một số dương [cũng] là số âm.
- 18,35. Số âm hoặc số dương chia cho số 0 có [0] là số chia của nó hoặc số 0 chia cho số âm hoặc số dương [có số âm hoặc số dương như số chia của nó]. Bình phương của số âm hoặc số dương là số dương; [bình phương] của số 0 bằng 0. Mà trong đó [cạnh hình vuông] so với hình vuông là căn bậc hai của nó.[12]

Ở đây Brahmagupta cho rằng 0/0 = 0 và như đối với câu hỏi của a/0 nếu a ≠ 0 ông không nói gì. Các quy tắc của ông về số học về số âm và số 0 khá gần với cách hiểu hiện đại, ngoại trừ việc chia cho 0 toán học hiện đại không được xác định.

### Phân tích diophantine

#### Bộ ba số Pythagore
Trong chương mười hai Brahmasphutasiddhanta của mình, Brahmagupta cung cấp một công thức hữu ích để tạo ra bộ ba số Pythagore:
- 12,39. Chiều cao của một ngọn núi nhân với một số nhân cho trước là khoảng cách đến một thành phố; nó không bị xóa Khi nó được chia cho số nhân tăng thêm hai, đó là bước nhảy vọt của một trong hai người thực hiện cùng một hành trình.[20]

Hay nói cách khác, nếu d = mx/x + 2, thì một du khách "nhảy" theo chiều dọc lên trên một khoảng cách d từ đỉnh núi cao m, và sau đó đi theo một đường thẳng đến một thành phố theo chiều ngang khoảng cách mx từ chân núi, đi cùng một khoảng cách với một người đi xuống theo chiều dọc xuống núi và sau đó đi dọc theo chiều ngang đến thành phố. Nói theo hình học, điều này nói rằng nếu một tam giác vuông có đáy có chiều dài a = mx và độ cao của chiều dài b = m + d, thì độ dài, c, của cạnh huyền của nó được cho bởi c = m(1 + x) − d. Và, quả thật vậy, tiểu học thao tác đại số cho thấy a2 + b2 = c2 bất cứ khi nào d có giá trị đã nêu. Ngoài ra, nếu m và x là hợp lý, thì d, a, b và c. Do đó, một bộ ba Pythagore có thể thu được từ a, b và c bằng cách nhân từng số đó với bội số chung nhỏ nhất của mẫu số của chúng.

#### Phương trình Pell
Brahmagupta tiếp tục đưa ra một mối quan hệ lặp lại để tạo ra các nghiệm cho một số trường hợp phương trình Diophantine bậc hai như Nx2 + 1 = y2 (được gọi là phương trình Pell) bằng thuật toán Euclide. Thuật toán Euclide được ông gọi là "máy nghiền" vì nó chia số thành các phần nhỏ hơn.
Bản chất của hình vuông:
18,64. [Đặt xuống] hai lần căn bậc hai của một hình vuông đã cho bằng một số nhân và tăng hoặc giảm bởi một [số] tùy ý. Sản phẩm của [cặp] đầu tiên, được nhân với cấp số nhân, với sản phẩm của [cặp] cuối cùng, là phép tính cuối cùng.
18,65. Tổng của các sản phẩm thunderbolt là lần đầu tiên. Phụ gia bằng với sản phẩm của các chất phụ gia. Hai căn bậc hai, chia cho phụ gia hoặc phép trừ, là các rupa phụ gia.
Chìa khóa cho giải pháp của ông là đồng nhất thức,
{\displaystyle (x_{1}^{2}-Ny_{1}^{2})(x_{2}^{2}-Ny_{2}^{2})=(x_{1}x_{2}+Ny_{1}y_{2})^{2}-N(x_{1}y_{2}+x_{2}y_{1})^{2}}
đó là một khái quát của một đồng nhất thức được Diophantus tìm ra,
{\displaystyle (x_{1}^{2}-y_{1}^{2})(x_{2}^{2}-y_{2}^{2})=(x_{1}x_{2}+y_{1}y_{2})^{2}-(x_{1}y_{2}+x_{2}y_{1})^{2}.}
Sử dụng đồng nhất thức này và thực tế là nếu (x1, y1) và (x2, y2) là các nghiệm cho các phương trình x2 − Ny2 = k1 và x2 − Ny2 = k2, tương ứng, sau đó (x1x2 + Ny1y2, x1y2 + x2y1) là một nghiệm của x2 − Ny2 = k1k2, ông đã có thể tìm các nghiệm tổng quát cho phương trình của Pell thông qua một loạt các phương trình có dạng x2 − Ny2 = ki. Brahmagupta không thể áp dụng đồng đều giải pháp của mình cho tất cả các giá trị có thể có của N, thay vào đó ông chỉ có thể chỉ ra rằng nếu x2 − Ny2 = k có một giải pháp số nguyên cho k = ± 1, ± 2 hoặc ± 4, thì x2 − Ny2 = 1 có nghiệm. Giải pháp của phương trình Pell nói chung sẽ phải đợi Bhaskara II tìm ra vào khoảng năm 1150.

### Hình học

#### Công thức Brahmagupta

Sơ đồ để tham khảo

Kết quả nổi tiếng nhất của Brahmagupta trong hình học là công thức của ông cho tứ giác nội tiếp. Với chiều dài các cạnh của bất kỳ tứ giác nội tiếp nào, Brahmagupta đã đưa ra một công thức gần đúng và chính xác cho diện tích của hình,
12,21. Diện tích gần đúng là tích của một nửa tổng của các cạnh và cạnh đối diện của một tam giác và một tứ giác. [Diện tích] chính xác là căn bậc hai từ tích của một nửa tổng của các cạnh bị giảm đi bởi [mỗi] cạnh của tứ giác.
Vì vậy, với các độ dài p, q, r và s của một tứ giác tuần hoàn, diện tích gần đúng là p + r/2 · q + s/2 trong khi, cho t = p + q + r + s/2, diện tích chính xác là
√(t − p)(t − q)(t − r)(t − s)
Mặc dù Brahmagupta không tuyên bố rõ ràng rằng các tứ giác này là nội tiếp, nhưng rõ ràng từ quy tắc của ông cho thấy rằng đây là trường hợp ông nói đến. Công thức Heron là trường hợp đặc biệt của công thức này và nó có thể được suy ra bằng cách đặt một trong các cạnh bằng 0.

#### Tam giác
Brahmagupta dành một phần đáng kể tác phẩm của mình cho hình học. Một định lý cho độ dài của hai đoạn của đáy của tam giác được chia ra theo đường cao của nó:
12,22. Cơ sở giảm và tăng bởi sự khác biệt giữa các bình phương của các bên chia cho đáy; khi chia cho hai chúng là các phân đoạn thực sự. Đường vuông góc [độ cao] là căn bậc hai từ hình vuông của một cạnh bị giảm bởi bình phương của đoạn.
Do đó, độ dài của hai đoạn là 1/2(b ± c2 − a2/b)
Ông tiếp tục đưa ra một định lý về tam giác hữu tỷ. Một tam giác có các cạnh hữu tỷ a, b, c và diện tích hữu tỉ có dạng:
{\displaystyle a={\frac {1}{2}}\left({\frac {u^{2}}{v}}+v\right),\ \ b={\frac {1}{2}}\left({\frac {u^{2}}{w}}+w\right),\ \ c={\frac {1}{2}}\left({\frac {u^{2}}{v}}-v+{\frac {u^{2}}{w}}-w\right)}
với u, v và w là các số hữu tỷ nào đó.

#### Định lý Brahmagupta
Brahmagupta tiếp tục,

Định lý Brahmagupta nói rằng AF = FD.

12,23. Căn bậc hai của tổng hai tích của các cạnh và cạnh đối diện của một tứ giác không bằng nhau là đường chéo. Hình vuông của đường chéo bị giảm đi bởi hình vuông bằng một nửa tổng của đáy và đỉnh; căn bậc hai là vuông góc [độ cao].
Vì vậy, trong một tứ giác nội tiếp "không bằng nhau" (nghĩa là hình thang cân), chiều dài của mỗi đường chéo là √pr + qs.
Ông tiếp tục đưa ra các công thức cho chiều dài và diện tích của các hình hình học, chẳng hạn như chu vi của một hình thang cân bằng và một tứ giác scalene, và độ dài của các đường chéo trong một hình tứ giác tuần hoàn. Điều này dẫn đến định lý nổi tiếng của Brahmagupta,
12.30-31. Tưởng tượng hai hình tam giác trong [một tứ giác tuần hoàn] với các cạnh không bằng nhau, hai đường chéo là hai cơ sở. Hai phân đoạn của chúng là riêng biệt các phân đoạn trên và dưới [được hình thành] tại giao điểm của các đường chéo. Hai [đoạn dưới] của hai đường chéo là hai cạnh trong một hình tam giác; đáy [của tứ giác là đáy của tam giác]. Nó vuông góc của nó là phần dưới của vuông góc [trung tâm]; phần trên của vuông góc [trung tâm] là một nửa tổng của [các cạnh] vuông góc giảm dần bởi [phần dưới của vuông góc trung tâm].

### Số pi
Trong câu 40, ông đưa ra các giá trị của π,
12,40. Đường kính và bình phương của bán kính [mỗi] nhân với 3 lần lượt là [chu vi] thực tế và diện tích [của một hình tròn]. [Giá trị] chính xác là căn bậc hai từ bình phương của hai số đó nhân với mười.
Như vậy, Brahmagupta sử dụng 3 như một giá trị "thực tế" của π và {\displaystyle {\sqrt {10}}\approx 3.1622\ldots } như một giá trị "chính xác" của π. Lỗi trong giá trị "chính xác" này nhỏ hơn 1%.

## Sách tham khảo
- Plofker, Kim (2007). "Mathematics in India". The Mathematics of Egypt, Mesopotamia, China, India, and Islam: A Sourcebook. Princeton University Press. ISBN 978-0-691-11485-9.
- Boyer, Carl B. (1991). A History of Mathematics . John Wiley & Sons, Inc. ISBN 0-471-54397-7.
- Cooke, Roger (1997). The History of Mathematics: A Brief Course. Wiley-Interscience. ISBN 0-471-18082-3.
- Joseph, George G. (2000). The Crest of the Peacock. Princeton, NJ: Princeton University Press. ISBN 0-691-00659-8.
- Stillwell, John (2004). Mathematics and its History . Springer Science + Business Media Inc. ISBN 0-387-95336-1.